# Janne Holmén

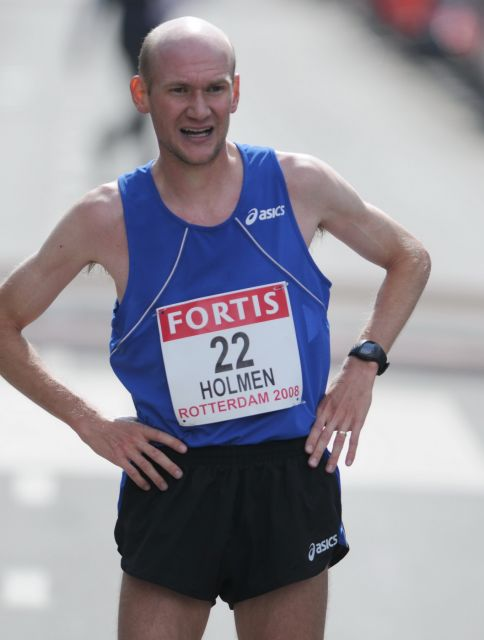
Janne Holmén 2008 in Rotterdam

Janne Sven-Åke Holmén (* 26. September 1977 in Jomala) ist ein finnischer Langstreckenläufer von den autonomen Åland-Inseln und ehemaliger Europameister im Marathon.

## Leben
Viermal wurde er nationaler Meister im 10.000-Meter-Lauf (1999–2001, 2003). Seine Bestzeit über diese Distanz stellte er am 15. Juni 2003 mit 28:09,94 min in Turku auf.
Sein größter Erfolg bislang ist der Sieg beim Marathon der Leichtathletik-Europameisterschaften 2002 in München, bei dem er seinen persönlichen Rekord um über vier Minuten auf 2:12:14 h verbesserte. Im Jahr darauf blieb er beim Berlin-Marathon mit 2:12:10 h unter dieser Marke, was aber nur für Platz 13 reichte. 
Beim Marathon der Olympischen Spiele 2004 in Athen belegte er Platz 22 und beim Marathon der Europameisterschaften 2006 in Göteborg Platz 7. Ein Jahr später wurde er bei den Weltmeisterschaften 2007 in Osaka Neunter. 2008 ging er in Peking bei seinen zweiten Olympischen Spielen an den Start und wurde 19.
Janne Holmén ist der Sohn der finnischen Leichtathleten Rune Holmén und Nina Holmén. Er gehört wie seine Eltern der Volksgruppe der Finnlandschweden an. 

## Bestzeiten
| Disziplin    | Leistung | Datum              | Ort          | Damaliger Weltrekord          | Bemerkungen       |
| ------------ | -------- | ------------------ | ------------ | ----------------------------- | ----------------- |
| 1500 m       | 3:54,21  | 21. Juli 2001      | Marienhamn   | 3:26,00 (Hicham El Guerrouj)  |                   |
| 3000 m       | 8:04,01  | 1999               |              | 7:20,67 (Daniel Komen)        |                   |
| 5000 m       | 13:35,62 | 15. Juni 2001      | Lappeenranta | 12:39,36 (Haile Gebrselassie) |                   |
| 10.000 m     | 28:09,94 | 15. Juni 2003      | Turku        | 26:22,75 (Haile Gebrselassie) |                   |
| Halbmarathon | 1:02:35  | 16. Dezember 2007  | Los Palacios | 58:33 (Samuel Kamau Wanjiru)  |                   |
| Marathon     | 2:12:10  | 28. September 2003 | Berlin       | 2:04:55 (Paul Tergat)         | Finnischer Rekord |

- (Quelle: Janne Holmén in der Datenbank von World Athletics (englisch); aktuelle Weltrekorde fett; Stand: 1. April 2009)